# Baccio d'Agnolo

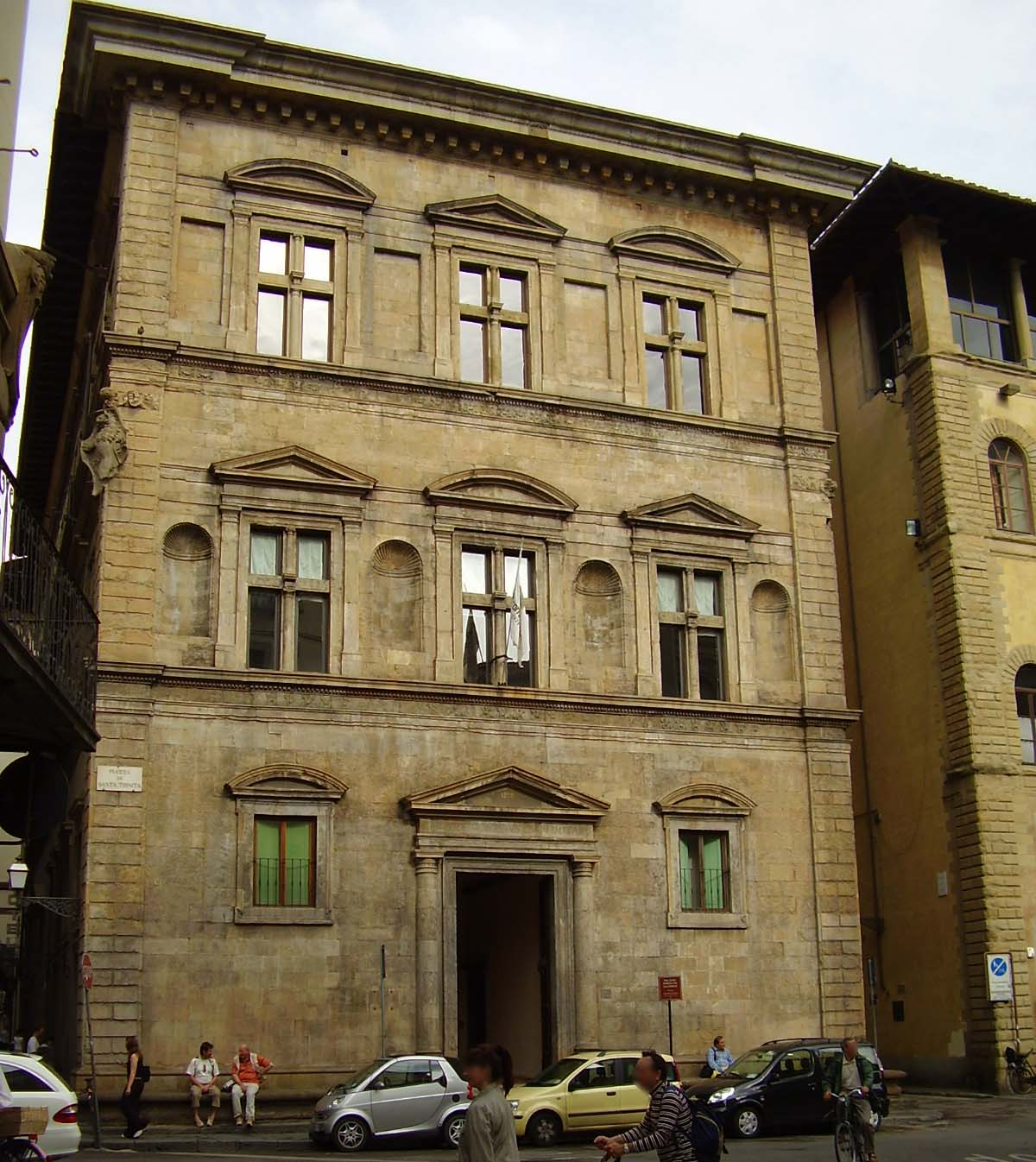
Palazzo Bartolini Salimbeni, en Florencia, considerada la obra de ruptura entre el Renacimiento y el manierismo en la arquitectura civil florentina.

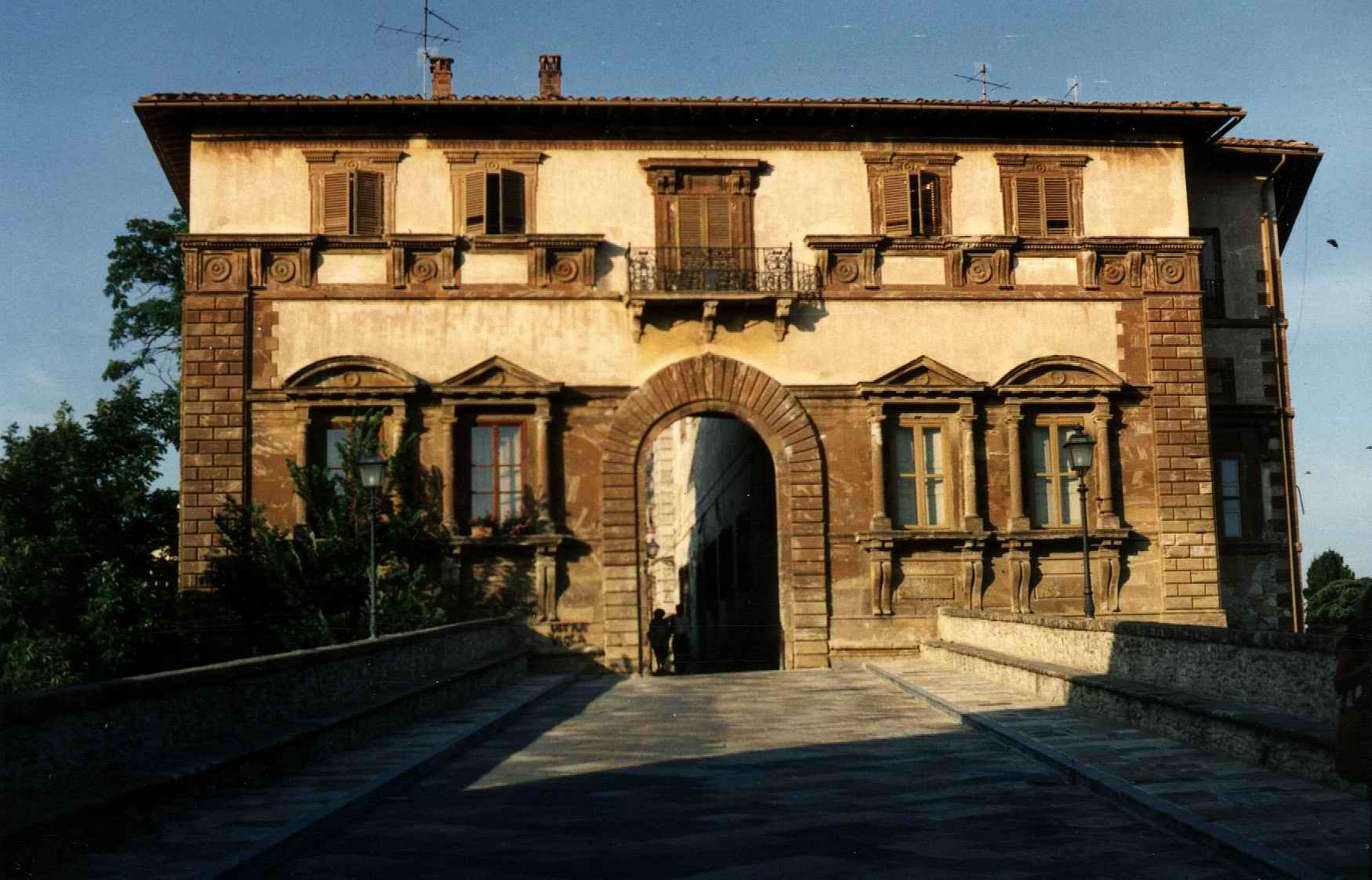
Palazzo Campana en Colle Val d'Elsa.

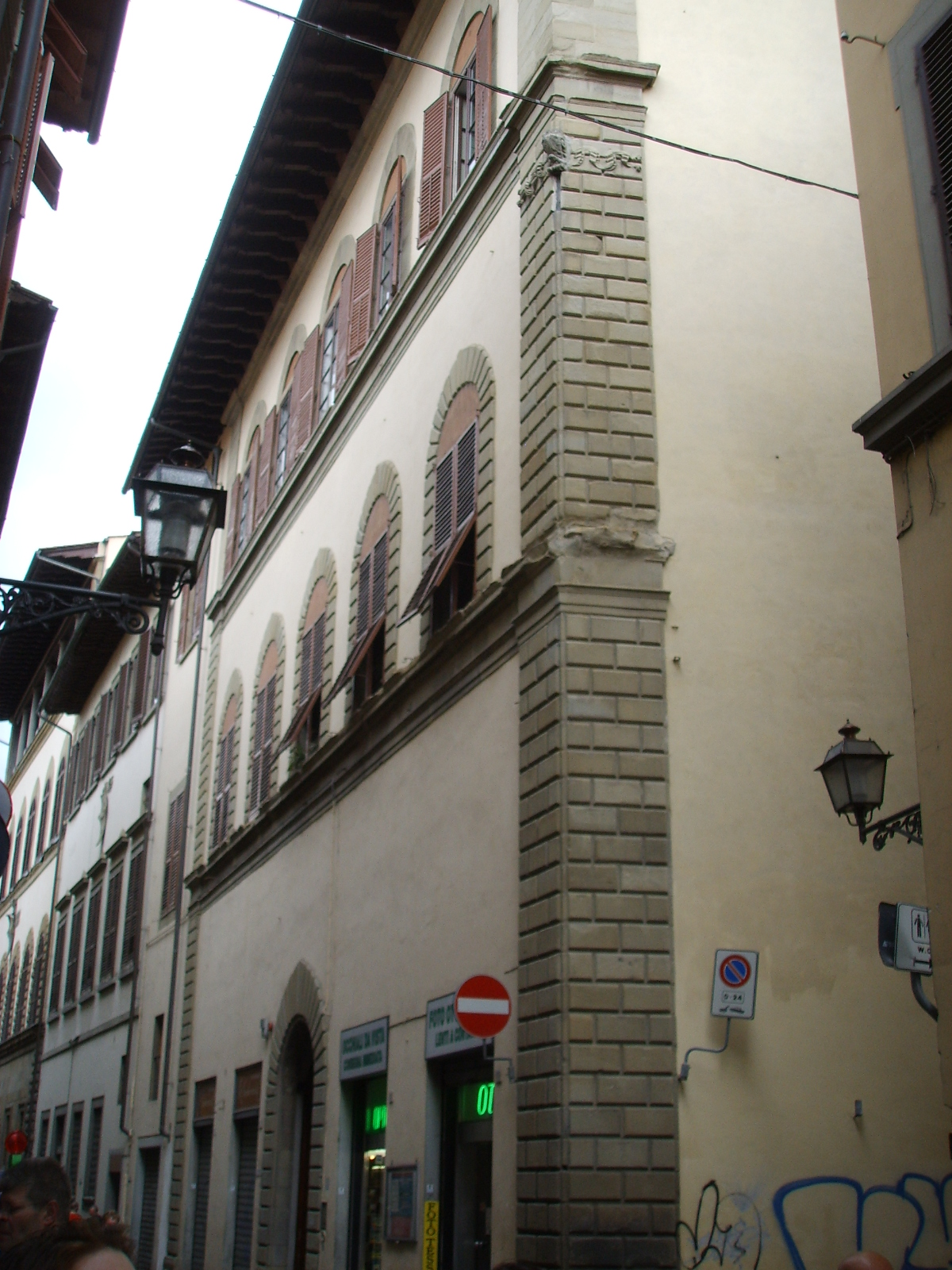
Palazzo Taddei

Bartolomeo d'Agnolo Baglioni, llamado Baccio d'Agnolo (Florencia, 19 de mayo de 1462 - Florencia, 6 de marzo de 1543), fue un arquitecto y escultor renacentista italiano. Baccio es la abreviatura de Bartolomeo, y d'Agnolo se refiere a Angelo, el nombre de su padre.
Punto de transición entre la arquitectura del segundo Quattrocento y del clasicismo del primer Cinquecento, fue dueño un estilo personal. Sus obras principales están todas en Florencia, los palacios Sertini, Taddei, Lanfredini y Bartolini-Salimberi, así como la Iglesia de San José, también en la ciudad toscana. También es autor del mausoleo de Baldasarre Turini en Pescia construido para albergar la Madonna del Baldacchinno de Rafael Sanzio. Como escultor, su obra más sobresaliente es el coro de madera de Santa María Novella.
Por su estudio pasaron Michelangelo, Andrea Sansovino, los hermanos Antonio da Sangallo el Viejo y Giuliano da Sangallo y el joven Rafael. Murió en Florencia en 1543 , dejando tres hijos, todos arquitectos, siendo el más famoso Giuliano di Baccio d'Agnolo.
Giorgio Vasari incluyó a Baccio d'Agnolo en el volumen IV de su Vite, recogiendo muchas de las obras encargadas al Baccio, la mayoría de las cuales, sin embargo, se habían perdido.

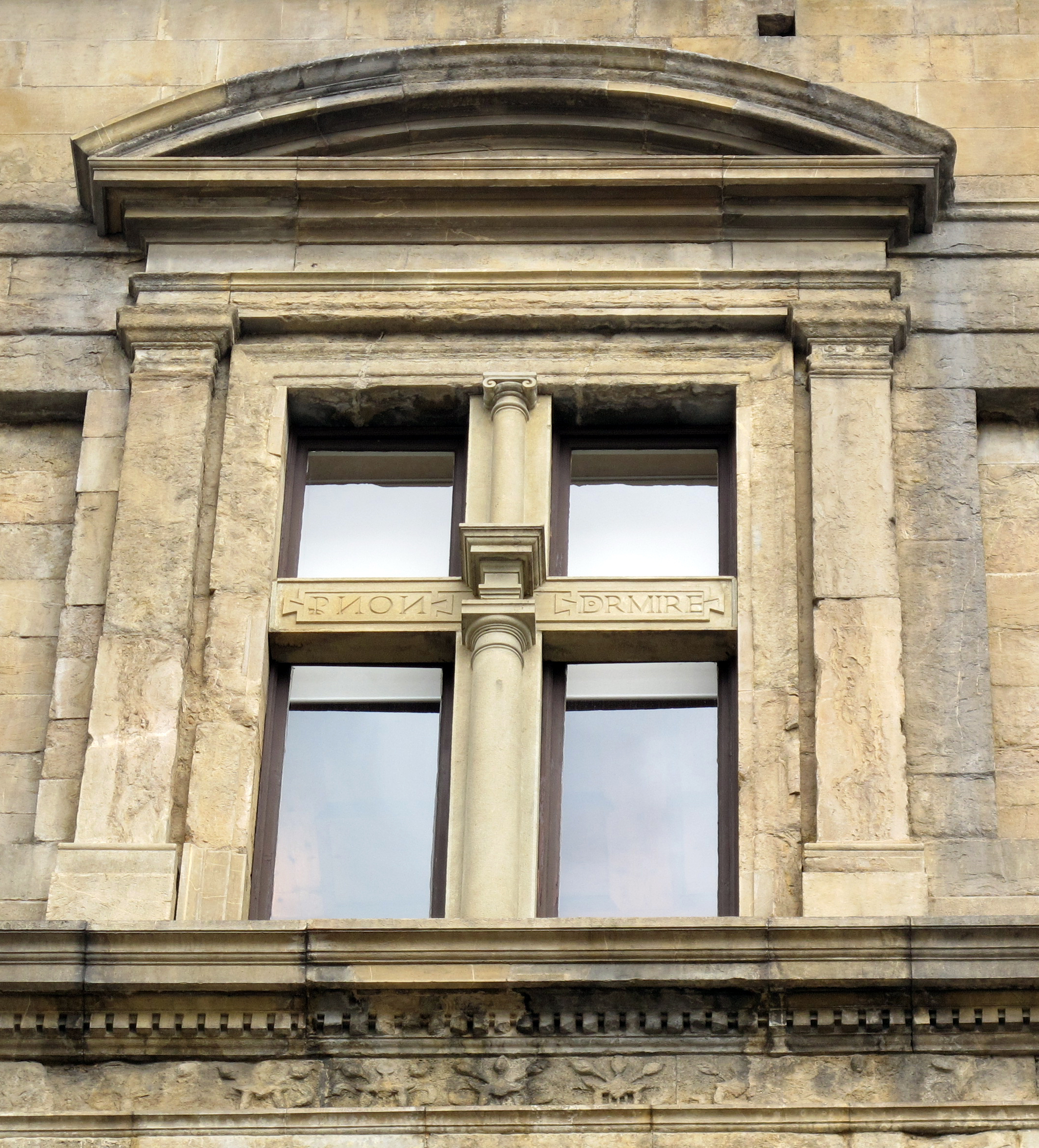
Ventana en cruz en el Palazzo Bartolini Salimbeni, (1520-1523) una de las innovaciones de Baccio d'Agnolo

Es recordado como el primer arquitecto en diseñar en la fachada principal de un palacio florentino columnas, arquitrabeses, frisos y frontones enmarcando puertas y ventanas, unos elementos previamente restringidos a las iglesias. También se le reconoce como uno de los primeros en usar ventanas en cruz, disponiendo en un amplio hueco un dintel y un mainel  que lo dividían en cuatro.  

## Escultor

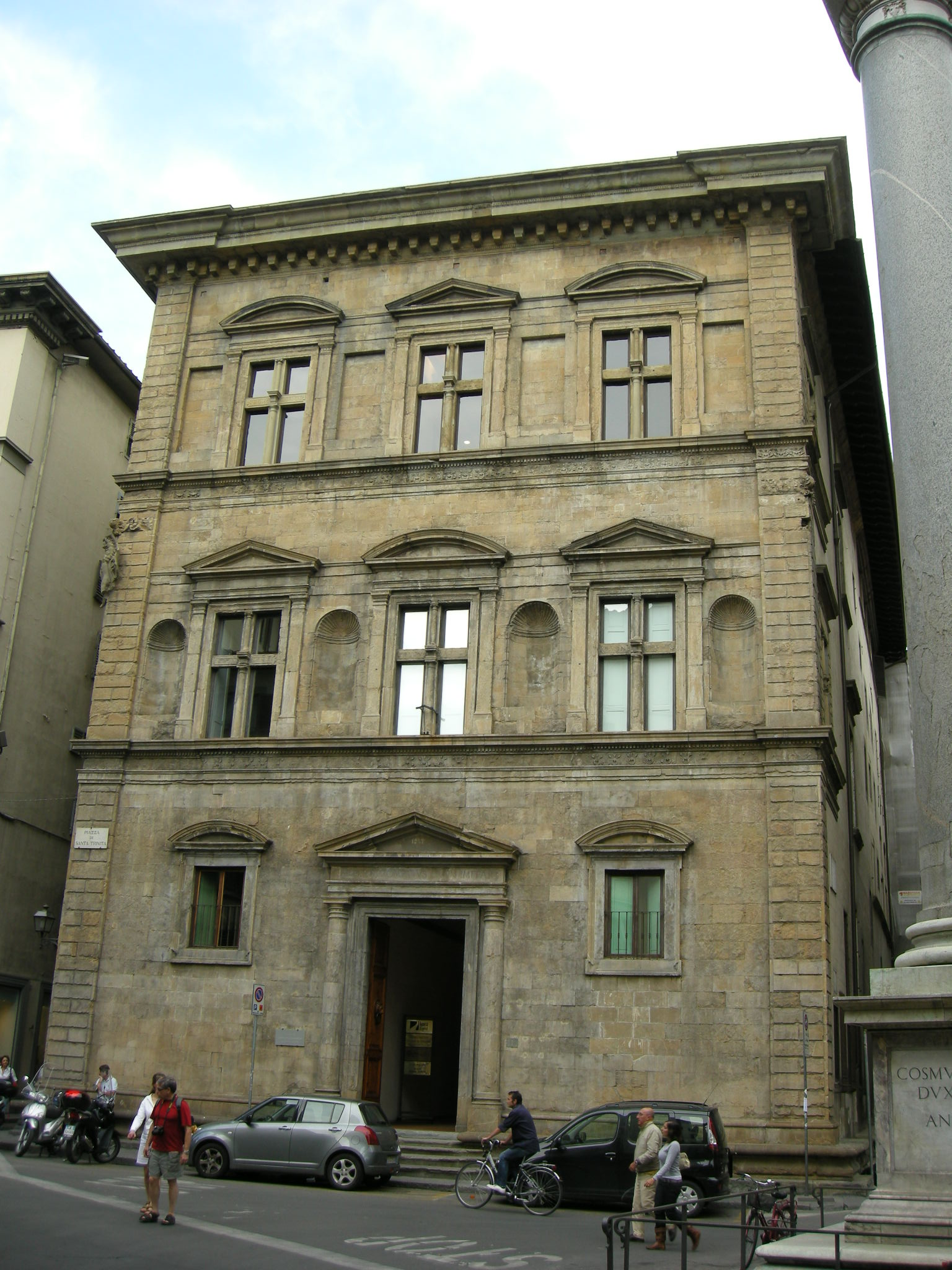
otra perspectiva del Palazzo Bartolini Salimbeni.

Comenzó como tallador de madera, actividad que aprendió bajo la guía de su padre y en su taller donde tuvo la oportunidad de conocer la obra de Giuliano da Maiano y de Bernardo della Cecca. Entre 1491 y 1502 trabajó principalmente en la iglesia de Santa Maria Novella y en el Palazzo Vecchio en Florencia, además de en Perugia, en el coro de Sant'Agostino, obra en la que también participaron sus hijos y que se distinguió por una variedad de elementos del siglo XVI.
Le encargaron varias estructuras de madera para altares, como el de la Pala dell'Annunziata de Filippino Lippi y Perugino para el altar mayor del santuario de Santissima Annunziata (1500). También diseñó chimeneas y portales, como el de la sala de los Duegento del palazzo Vecchio.

## Arquitecto
Después de haber adquirido una notable reputación como escultor, en un período impreciso de su vida, comenzó a ocuparse también de arquitectura trabajando en estudios en Roma, pero ya a principios del siglo XVI fue contratado como arquitecto del Cronaca para algunos trabajos en el Palazzo Vecchio también conocido como Palazzo della Signoria. En 1503 alcanzó cierta fama gracias al palazzo Taddei en via de' Ginori (1503-1504 ) y en 1502-1505 se encargó de completar el tambor de cúpula de la catedral de Santa María del Fiore. Este último trabajo, sin embargo, no se completó debido a las críticas adversas de Michelangelo, que definió el trabajo come una gabbia per grilli [como una jaula para grillos].
Baccio d'Agnolo también realizó la iglesia de San Giuseppe, Villa Borgherini y el Palazzo Bartolini. Luego construyó el campanario de Santo Spirito. Siguieron los trabajos en el pavimento del Duomo, la capilla de los Priores en el Palazzo Vecchio (1511-1514), el palazzo Borgherini, la iglesia de Santi Apostoli en Borgo Santi Apostoli, y el campanile de San Miniato al Monte (1523).
El palazzo Bartolini Salimbeni (1520-1523) fue el primer palacio florentino en tener en la fachada principal columnas, arquitrabes, frisos y frontones enmarcando puertas y ventanas, unos elementos previamente restringidos a las iglesias. Fue ridiculizado por los florentinos por su innovación, que luego fue ampliamente utilizada y desarrollada en los siglos siguientes. Burlonamente apareció incluso en sonetos que decían que no sabiendo hacer un palacio le había salido una iglesia. Otras obras suyas fueron la chiesa di San Giuseppe (1519), los palacios Torrigiani, Stiozzi Ridolfi, Lanfredini (1520-1523) y Bartolini de via Valfonda.
Murió en Florencia en 1543 , dejando tres hijos, todos arquitectos, siendo el más famoso Giuliano di Baccio d'Agnolo.